# Homonnai Drugeth János
Gróf gereni és homonnai Homonnai Drugeth János (?, 1609. – 1645. december 17.) magyar főnemes, 1636-tól 1645-ig országbíró.

## Élete
Drugeth György országbíró és Nádasdy Katalin fiaként született. 1626-tól Ung, 1631-től Zemplén vármegye főispánja. Részt vett az 1632-es, Császár Péter-féle parasztfelkelés leverésében. A Habsburgok híveként ismerték kortársai. Az 1630-as években a királyi kincstártól zálogba vette Tokajt. Erről az 1645-ös linzi béke keretében kellett lemondania. Részt vett az I. Rákóczi György erdélyi fejedelem ellenes harcokban: legyen zsoldosok segítségével támadta meg a fejedelmet. Rákóczi vereséget mért rá, Drugeth pedig egy időre Lengyelországba menekült.
1636-ban III. Ferdinánd magyar király országbíróvá, és egyben felső-magyarországi főkapitánnyá nevezte ki. A tisztséget 9 éven keresztül viselte. 
Alig 36 éves korában hunyt el 1645-ben.
Felesége Jakusch Katalin volt, aki 1 fiút és 1 leányt szült neki.